# 나이트메어 2: 프레디의 복수
《나이트메어 2: 프레디의 복수》(영어: A Nightmare on Elm Street 2: Freddy's Revenge, 기존 제목은 영어: A Nightmare on Elm Street, Part 2: Freddy's Revenge)는 1985년에 개봉된 미국의 초자연 슬래셔 영화이다. 《나이트메어》(1984)의 속편이며, 《나이트메어 3: 꿈의 전사》(1987)로 이어진다.

## 줄거리
전편으로부터 5년 뒤. 월시 가족이 전편 주인공 낸시 톰프슨의 옛 집으로 이사온다. 이후 10대 제시 월시는 프레디 크루거가 나오는 악몽을 반복해서 꾸다가 프레디가 지옥에서 현실로 건너오는 통로이자 프레디가 깃드는 그릇 그 자체가 된다. 프레디는 제시의 몸에서 출몰하며 제시의 주변인들을 살해한다. 프레디를 두려워하는 감정이 프레디를 실체화한다는 걸 깨달은 제시는 여자친구 리사의 사랑과 조언 속에서 프레디를 극복한다.

## 출연진
- 마크 패튼 - 제시 월시 역
- 킴 마이어스 - 리사 웨버 역
- 로버트 러슬러 - 론 그레이디 역
- 클루 굴러거 - 켄 월시 역
- 호프 랭 - 셰릴 월시 역
- 마셜 벨 - 슈나이더 코치 역
- 멀린다 O. 피 - 웨버 부인 역
- 톰 맥패든 - 웨버 씨 역
- 시드니 월시 - 케리 헬먼 역
- 로버트 엥글런드 - 프레디 크루거 역
- 크리스티 클라크 - 앤절라 월시 역

## 기타 제작진
- 공동 제작: 세라 리셔
- 라인 제작: 조엘 스와손
- 특수 효과: 마크 쇼스트럼, 케빈 얘거